# Liczba mnoga
Liczba mnoga – wartość kategorii liczby w gramatyce, sygnalizująca wielość przedmiotów (desygnatów).
Liczba mnoga może sygnalizować mnogość przedmiotów, a także w przypadku przedmiotów zbiorowych – grupę tych przedmiotów (np. piasek w liczbie pojedynczej oznacza wiele ziaren piasku, ale istnieje też forma w liczbie mnogiej – piaski – mogąca się odnosić do większych zbiorów – np. piaski pustyni; podobnie armia to grupa ludzi, gramatycznie liczba pojedyncza, istnieje jednak rzeczownik armie w liczbie mnogiej).
Tworzona jest w najróżniejszy sposób, za pomocą końcówek (np. angielskie -s), prefiksów, a nawet zmiany tonu.

## W języku polskim
Istnieje w nim wiele końcówek liczby mnogiej, najpopularniejsze to -e, -i, -y oraz -owie. Wybór końcówki zależy od zakończenia wyrazu, rodzaju, a także aspektów semantycznych: Arabowie (lud) ale araby (konie).
Nieliczne rzeczowniki mają tylko formy liczby mnogiej, np. drzwi, odrzwia, wrota, ludzie, spodnie, majtki, gacie, gatki, sanie albo sanki. Takie rzeczowniki nazywane są pluralia tantum.